# Krzysztof Ziołkowski
Krzysztof Jerzy Ziołkowski (ur. 1939 w Białej Podlaskiej) – polski astronom i popularyzator astronomii, działacz Klubu Inteligencji Katolickiej.

## Życiorys
Studia na kierunku astronomia ukończył na Uniwersytecie Warszawskim (1962), doktoryzował się na Uniwersytecie Wrocławskim (1968). W swojej pracy naukowej zajął się przede wszystkim ruchem komet i planetoid oraz dynamiką Układu Słonecznego. Zatrudniony w Centrum Badań Kosmicznych Polskiej Akademii Nauk, był sekretarzem naukowym tej instytucji. Wykładał także w Szkole Wyższej Przymierza Rodzin. Po przejściu na emeryturę pozostał współpracownikiem CBK PAN, w szczególności utrzymując związki z Zespołem Dynamiki Układu Słonecznego i Planetologii.
Był sekretarzem redakcji i redaktorem naczelnym poświęconego tematyce astronomicznej miesięcznika „Urania”. Został członkiem Międzynarodowej Unii Astronomicznej, Polskiego Towarzystwa Astronomicznego (był wiceprezesem PTA) i Polskiego Towarzystwa Miłośników Astronomii.
Za osiągnięcia w popularyzacji astronomii został uhonorowany Nagrodą im. Włodzimierza Zonna (1989). Odznaczony Krzyżem Kawalerskim (2006) i Oficerskim (2012) Orderu Odrodzenia Polski.

## Publikacje książkowe
- Bliżej komety Halleya, Alfa, Warszawa 1985, ISBN 83-7001-104-7.
- Zderzenie komety z Jowiszem, Wydawnictwo Centrum Badań Kosmicznych Polskiej Akademii Nauk, Warszawa 1994, ISBN 83-902319-0-5.
- Zdziwienia. Wszechświat ludzi o długich oczach, Wydawnictwo WAM, Kraków 2006, ISBN 83-7318-694-8.
- Poza Ziemię… Historia lotów międzyplanetarnych, Wydawnictwo Naukowe PWN, Warszawa 2017, ISBN 978-83-01-19227-3.
- 100 lat Polskiego Towarzystwa Miłośników Astronomii 1919–2019 (red.), Polskie Towarzystwo Miłośników Astronomii, Kraków 2020, ISBN 978-83-955493-2-8.